# Luis Martén
Luis Martén (Santiago de Cuba, 10 de agosto de 1974) es un exfutbolista de Cuba que jugaba en la posición de delantero.

## Carrera

### Club
Jugó toda su carrera con el FC Santiago de Cuba de 1993 a 2007, donde fue subcampeón nacional en dos ocasiones.

### Selección nacional
A nivel de selecciones menores jugó en tres ocasiones y anotó un gol en la Copa Mundial de Fútbol Sub-17 de 1991. Jugó para Cuba en 22 ocasiones de 1995 a 2004 y anotó siete goles; participó en la Copa de Oro de la Concacaf 1998.